# Liste der Nummer-eins-Hits in Italien (1989)
Diese Liste der Nummer-eins-Hits basiert auf den Charts des italienischen Musikmagazins Musica e dischi im Jahr 1989. Es gab in diesem Jahr neun Nummer-eins-Singles und sieben Nummer-eins-Alben.

## Singles
| ← 1988 ← | Liste der Nummer-eins-Hits in Italien (M&D) | Liste der Nummer-eins-Hits in Italien (M&D) | Liste der Nummer-eins-Hits in Italien (M&D)                                        | 1990 → |
| \| Zeitraum \| Wo. ges. \| Interpret \| Titel Autor(en) \| Zusätzliche Informationen \| \| (Zeitraum, Wochen auf Platz eins, Interpret, Titel, Autor[en], zusätzliche Informationen) \| \| \| \| \| \| ----------------------------------------------------------------------------------------- \| -------- \| --------------- \| ---------------------------------------------------------------------------------- \| ------------------------------------------------------------------------------------------------------------------------------------------------------------------------------------------------------------------------------------------------------------------------------------------------------------------------------------------------------------------------------- \| \| 1.–5. Woche 5 Wochen \| 5 \| Francesco Salvi \| C’è da spostare una macchina Francesco Salvi, Mario Natale \| – \| \| 6.–9. Woche 4 Wochen \| 4 \| Fabio Concato \| 051/222525 Fabio Concato \| Der Liedtitel spielt auf die damalige Nummer des italienischen Telefon-Krisendienstes Telefono Azzurro an, der sich für die Wahrung der Kinderrechte einsetzt. Die Erlöse des Liedes spendete Concato der Organisation.[1] \| \| 10.–15. Woche 6 Wochen \| 6 \| Francesco Salvi \| Esatto! Francesco Salvi, Mario Natale \| Durch die Teilnahme am Sanremo-Festival 1989 gelang dem italienischen Kabarettisten der zweite Nummer-eins-Hit in einem Jahr. Das Lied stieg direkt auf Platz eins ein, obwohl es in der Endwertung des Festivals nur den siebten Platz hatte erreichen können; das Siegerlied Ti lascerò von Fausto Leali und Anna Oxa kam dagegen in den Charts nicht über Platz vier hinaus. \| \| 16.–24. Woche 9 Wochen \| 9 \| Madonna \| Lika a Prayer Madonna, Patrick Leonard \| – \| \| 25.–26. Woche 2 Wochen (insgesamt 5) \| 5 \| Madonna \| Express Yourself Stephen Bray, Madonna \| – \| \| 27. Woche 1 Woche (insgesamt 2) \| 2 \| Joe Cocker \| When the Night Comes Bryan Adams, Jim Vallance, Diane Warren \| – \| \| 28.–30. Woche 3 Wochen (insgesamt 5) \| 5 \| Madonna \| Express Yourself Stephen Bray, Madonna \| – \| \| 31. Woche 1 Woche (insgesamt 2) \| 2 \| Joe Cocker \| When the Night Comes Bryan Adams, Jim Vallance, Diane Warren \| – \| \| 32.–37. Woche 6 Wochen (insgesamt 7) \| 7 \| Edoardo Bennato \| Viva la mamma Edoardo Bennato \| Das Lied Viva la mamma stammt aus dem Album Abbi dubbi, mit dem Bennato in diesem Jahr in der Albenkategorie des Wettbewerbs Festivalbar gewann. \| \| 38.–39. Woche 2 Wochen \| 2 \| Raf \| Ti pretendo Raf, Giancarlo Bigazzi, Gianni Albini \| Mit Ti pretendo siegte Raf in diesem Jahr beim Wettbewerb Festivalbar. \| \| 40. Woche 1 Woche (insgesamt 7) \| 7 \| Edoardo Bennato \| Viva la mamma Edoardo Bennato \| – \| \| 41. Woche 1989 – 2. Woche 1990 14 Wochen \| 14 \| Kaoma \| Lambada Ulises Hermosa, Gonzalo Hermosa, Alberto Maravi, Márcia Ferreira, José Ari \| Auch Kaoma präsentierten ihren Welthit beim Wettbewerb Festivalbar. In seiner fünften Chartwoche erreichte das Lied die Spitzenposition. \| |                                             |                                             |                                                                                    | |
| ← 1988 |                                             |                                             |                                                                                    | → 1990 → |
| Zeitraum | Wo. ges.                                    | Interpret                                   | Titel Autor(en)                                                                    | Zusätzliche Informationen |
| (Zeitraum, Wochen auf Platz eins, Interpret, Titel, Autor[en], zusätzliche Informationen) |                                             |                                             |                                                                                    | |
| 1.–5. Woche 5 Wochen | 5                                           | Francesco Salvi                             | C’è da spostare una macchina Francesco Salvi, Mario Natale                         | – |
| 6.–9. Woche 4 Wochen | 4                                           | Fabio Concato                               | 051/222525 Fabio Concato                                                           | Der Liedtitel spielt auf die damalige Nummer des italienischen Telefon-Krisendienstes Telefono Azzurro an, der sich für die Wahrung der Kinderrechte einsetzt. Die Erlöse des Liedes spendete Concato der Organisation. |
| 10.–15. Woche 6 Wochen | 6                                           | Francesco Salvi                             | Esatto! Francesco Salvi, Mario Natale                                              | Durch die Teilnahme am Sanremo-Festival 1989 gelang dem italienischen Kabarettisten der zweite Nummer-eins-Hit in einem Jahr. Das Lied stieg direkt auf Platz eins ein, obwohl es in der Endwertung des Festivals nur den siebten Platz hatte erreichen können; das Siegerlied Ti lascerò von Fausto Leali und Anna Oxa kam dagegen in den Charts nicht über Platz vier hinaus. |
| 16.–24. Woche 9 Wochen | 9                                           | Madonna                                     | Lika a Prayer Madonna, Patrick Leonard                                             | – |
| 25.–26. Woche 2 Wochen (insgesamt 5) | 5                                           | Madonna                                     | Express Yourself Stephen Bray, Madonna                                             | – |
| 27. Woche 1 Woche (insgesamt 2) | 2                                           | Joe Cocker                                  | When the Night Comes Bryan Adams, Jim Vallance, Diane Warren                       | – |
| 28.–30. Woche 3 Wochen (insgesamt 5) | 5                                           | Madonna                                     | Express Yourself Stephen Bray, Madonna                                             | – |
| 31. Woche 1 Woche (insgesamt 2) | 2                                           | Joe Cocker                                  | When the Night Comes Bryan Adams, Jim Vallance, Diane Warren                       | – |
| 32.–37. Woche 6 Wochen (insgesamt 7) | 7                                           | Edoardo Bennato                             | Viva la mamma Edoardo Bennato                                                      | Das Lied Viva la mamma stammt aus dem Album Abbi dubbi, mit dem Bennato in diesem Jahr in der Albenkategorie des Wettbewerbs Festivalbar gewann. |
| 38.–39. Woche 2 Wochen | 2                                           | Raf                                         | Ti pretendo Raf, Giancarlo Bigazzi, Gianni Albini                                  | Mit Ti pretendo siegte Raf in diesem Jahr beim Wettbewerb Festivalbar. |
| 40. Woche 1 Woche (insgesamt 7) | 7                                           | Edoardo Bennato                             | Viva la mamma Edoardo Bennato                                                      | – |
| 41. Woche 1989 – 2. Woche 1990 14 Wochen | 14                                          | Kaoma                                       | Lambada Ulises Hermosa, Gonzalo Hermosa, Alberto Maravi, Márcia Ferreira, José Ari | Auch Kaoma präsentierten ihren Welthit beim Wettbewerb Festivalbar. In seiner fünften Chartwoche erreichte das Lied die Spitzenposition. |

## Alben
| ← 1988 ← | Liste der Nummer-eins-Alben in Italien (M&D) | Liste der Nummer-eins-Alben in Italien (M&D) | Liste der Nummer-eins-Alben in Italien (M&D) | 1990 →                                               |
| \| Zeitraum \| Wo. ges. \| Interpret \| Titel \| Zusätzliche Informationen \| \| (Zeitraum, Wochen auf Platz eins, Interpret, Titel, zusätzliche Informationen) \| \| \| \| \| \| ------------------------------------------------------------------------------ \| -------- \| --------------- \| --------------------- \| ---------------------------------------------------- \| \| 52. Woche 1988 – 8. Woche 1989 9 Wochen (insgesamt 11) \| 11 \| Tracy Chapman \| Tracy Chapman \| – \| \| 9.–12. Woche 4 Wochen \| 4 \| Simply Red \| A New Flame \| – \| \| 13.–19. Woche 7 Wochen \| 7 \| Madonna \| Like a Prayer \| Dem Album gelang der Einstieg direkt auf Platz eins. \| \| 20.–24. Woche 5 Wochen \| 5 \| Simple Minds \| Street Fighting Years \| – \| \| 25.–44. Woche 20 Wochen \| 20 \| Zucchero \| Oro incenso & birra \| – \| \| 45.–48. Woche 4 Wochen \| 4 \| Various Artists \| Lambada \| – \| \| 49. Woche 1989 – 8. Woche 1990 12 Wochen (insgesamt 15) \| 15 \| Phil Collins \| …But Seriously \| – \| |                                              |                                              |                                              |                                                      |
| ← 1988 |                                              |                                              |                                              | → 1990 →                                             |
| Zeitraum | Wo. ges.                                     | Interpret                                    | Titel                                        | Zusätzliche Informationen                            |
| (Zeitraum, Wochen auf Platz eins, Interpret, Titel, zusätzliche Informationen) |                                              |                                              |                                              |                                                      |
| 52. Woche 1988 – 8. Woche 1989 9 Wochen (insgesamt 11) | 11                                           | Tracy Chapman                                | Tracy Chapman                                | –                                                    |
| 9.–12. Woche 4 Wochen | 4                                            | Simply Red                                   | A New Flame                                  | –                                                    |
| 13.–19. Woche 7 Wochen | 7                                            | Madonna                                      | Like a Prayer                                | Dem Album gelang der Einstieg direkt auf Platz eins. |
| 20.–24. Woche 5 Wochen | 5                                            | Simple Minds                                 | Street Fighting Years                        | –                                                    |
| 25.–44. Woche 20 Wochen | 20                                           | Zucchero                                     | Oro incenso & birra                          | –                                                    |
| 45.–48. Woche 4 Wochen | 4                                            | Various Artists                              | Lambada                                      | –                                                    |
| 49. Woche 1989 – 8. Woche 1990 12 Wochen (insgesamt 15) | 15                                           | Phil Collins                                 | …But Seriously                               | –                                                    |

## Belege
1. ↑  Biografia di Fabio Concato. In: Rockol.it. 30. März 2012, abgerufen am 31. März 2015 (italienisch): „Nel 1988 Concato pubblica un singolo, “051/222525”, i cui proventi sono destinati a mantenere in vita il servizio del Telefono Azzurro, allora minacciato di chiusura.“

Siehe auch: Nummer-eins-Hits 1989 in  Australien, Belgien, Dänemark, Deutschland, Finnland, Frankreich, Irland, Japan, Kanada, Neuseeland, den Niederlanden, Norwegen, Österreich, Schweden, der Schweiz, Spanien, den Vereinigten Staaten und im Vereinigten Königreich.